# Ľubomír Luhový
Ľubomír Luhový (Bratislava, 31 marzo 1967) è un allenatore di calcio ed ex calciatore slovacco, fino al 1993 cecoslovacco, di ruolo attaccante.

## Palmarès

### Giocatore

#### Club
- Coppa di Slovacchia: 3

Inter Bratislava: 1989-1990, 1994-1995
Spartak Trnava: 1997-1998
- Supercoppa di Slovacchia: 1

Inter Bratislava: 1995
- Coppa d'Austria: 1

Grazer AK: 1999-2000

#### Individuale
- Capocannoniere del campionato cecoslovacco: 1

1989-1990 (20 gol)